# Hypodoxa leprosa
Hypodoxa leprosa är en fjärilsart som beskrevs av W. Warren 1907. Hypodoxa leprosa ingår i släktet Hypodoxa och familjen mätare. Inga underarter finns listade i Catalogue of Life.